# Hailemariyam Amare
Hailemariyam Amare Tegegn (* 22. Februar 1997) ist ein äthiopischer Leichtathlet, der über 3000 Meter Hindernis an den Start geht.

## Sportliche Laufbahn
Hailemariyam Amare trat erstmals 2012 bei den äthiopischen U20-Meisterschaften über 3000 Meter Hindernis an. Dabei belegte er den fünften Platz. Im Jahr darauf ging er in der niedrigeren Altersklasse bei den U18-Afrikameisterschaften in Nigeria an den Start. Dabei gewann er in 5:45,50 min die Bronzemedaille. Im Frühjahr 2014 trat er über die gleiche Distanz bei den Jugendafrikaspielen in Botswana an. Im Vergleich zum Vorjahr lief er über 2000 Meter fast sieben Sekunden schneller und gewann damit die Goldmedaille. Ein paar Monate später nahm er auch an den U20-Weltmeisterschaften in den USA teil. Dabei lief er im Finale über 3000 Meter Hindernis eine Zeit von 8:42,00 min, womit er den fünften Platz belegte. Im März 2015 startete Amare bei den U20-Afrikameisterschaften in seiner Heimat an. Dabei blieb er im Finale bei einer Zeit über 9 Minuten, womit er dennoch die Bronzemedaille gewann. Im Juni verbesserte er seine Zeit bis auf 8:25,10 min und erfüllte damit auch die Qualifikation für die Weltmeisterschaften in Peking. Bei seinem ersten Weltmeisterschaftsrennen zog er direkt in das Finale ein, in dem er den zwölften Platz belegte, wobei er nur knapp hinter seiner Bestzeit zurückblieb. Nur einen Monat später gelang ihm die Verbesserung auf 8:24,19 min bei den Afrikaspielen, die ihm die Bronzemedaille einbrachte.
Im Mai 2016 konnte Amare seiner Bestzeit in Peking erneut verbessern und qualifizierte sich damit für die Olympischen Sommerspiele in Rio de Janeiro. Nachdem er im Vorfeld der Spiele schon nicht in die Regionen seiner Bestzeit gekommen war, schied er als Achter seines Vorlaufs in Rio bereits aus. Insgesamt belegte er den 28. Platz. 2017 konnte er wieder an seine Bestzeiten anknüpfen und verbesserte sie im Juni on Ostrava gar bis auf 8:13,39 min. In den folgenden Jahren kam er zunächst nicht an seine Bestzeit mehr heran. 2018 trat er, nachdem er die Weltmeisterschaften in London verpasste, bei den Afrikameisterschaften an. Dabei lief er im Finale 8:38,46 min und wurde damit Sechster. Nachdem er in den folgenden Jahren nur eine geringe Anzahl an Wettkämpfen bestreiten konnte, meldete er sich 2022 in der Weltspitze zurück. Zwischen Mai und Juni verbesserte er zweimal seine Bestzeit bis auf 8:06,29 min. Im Juni nahm er, nach 2018, zum zweiten Mal an den Afrikameisterschaften teil. In einem engen Rennen konnte er sich gegen seinen Landsmann Tadese Takele durchsetzen und damit seinen bislang größten sportlichen Erfolg feiern. Einen Monat später nahm er an seinen ersten Weltmeisterschaften teil. Als Erster seines Vorlaufes zog er auf Anhieb in das Finale ein, das er als Zehnter beendete.
Im Frühjahr 2023 belegte er bei den Crosslauf-Weltmeisterschaften im australischen Bathurst den neunten Platz.

## Wichtige Wettbewerbe
| Jahr                  | Veranstaltung                 | Ort                   | Platz                 | Disziplin             | Zeit                  |
| Startet für Äthiopien | Startet für Äthiopien         | Startet für Äthiopien | Startet für Äthiopien | Startet für Äthiopien | Startet für Äthiopien |
| --------------------- | ----------------------------- | --------------------- | --------------------- | --------------------- | --------------------- |
| 2013                  | U18-Afrikameisterschaften     | Warri                 | 3.                    | 2000 m Hindernis      | 5:45,50 min           |
| 2014                  | Jugendafrikaspiele            | Gaborone              | 1.                    | 2000 m Hindernis      | 5:38,55 min           |
| 2014                  | U20-Weltmeisterschaften       | Eugene                | 5.                    | 3000 m Hindernis      | 8:42,00 min           |
| 2015                  | U20-Afrikameisterschaften     | Addis Abeba           | 3.                    | 3000 m Hindernis      | 9:01,58 min           |
| 2015                  | Weltmeisterschaften           | Peking                | 12.                   | 3000 m Hindernis      | 8:26,19 min           |
| 2015                  | Afrikaspiele                  | Brazzaville           | 3.                    | 3000 m Hindernis      | 8:24,19 min           |
| 2016                  | Olympische Sommerspiele       | Rio de Janeiro        | 28.                   | 3000 m Hindernis      | 8:35,01 min           |
| 2018                  | Afrikameisterschaften         | Asaba                 | 6.                    | 3000 m Hindernis      | 8:38,46 min           |
| 2022                  | Afrikameisterschaften         | Port Louis            | 1.                    | 3000 m Hindernis      | 8:27,38 min           |
| 2022                  | Weltmeisterschaften           | Eugene                | 10.                   | 3000 m Hindernis      | 8:31,54 min           |
| 2023                  | Crosslauf-Weltmeisterschaften | Bathurst              | 9.                    | 10 km                 | 30:10 min             |

## Persönliche Bestleistungen
Freiluft
- 3000 m Hindernis: 8:06,29 min, 5. Juni 2022, Rabat

Halle
- 3000 m: 7:55,88 min, 13. Februar 2018, Sabadell